# Rudy Ray Moore
Pour les articles homonymes, voir Moore.
 (mars 2021).
Si vous disposez d'ouvrages ou d'articles de référence ou si vous connaissez des sites web de qualité traitant du thème abordé ici, merci de compléter l'article en donnant les références utiles à sa vérifiabilité et en les liant à la section « Notes et références ».

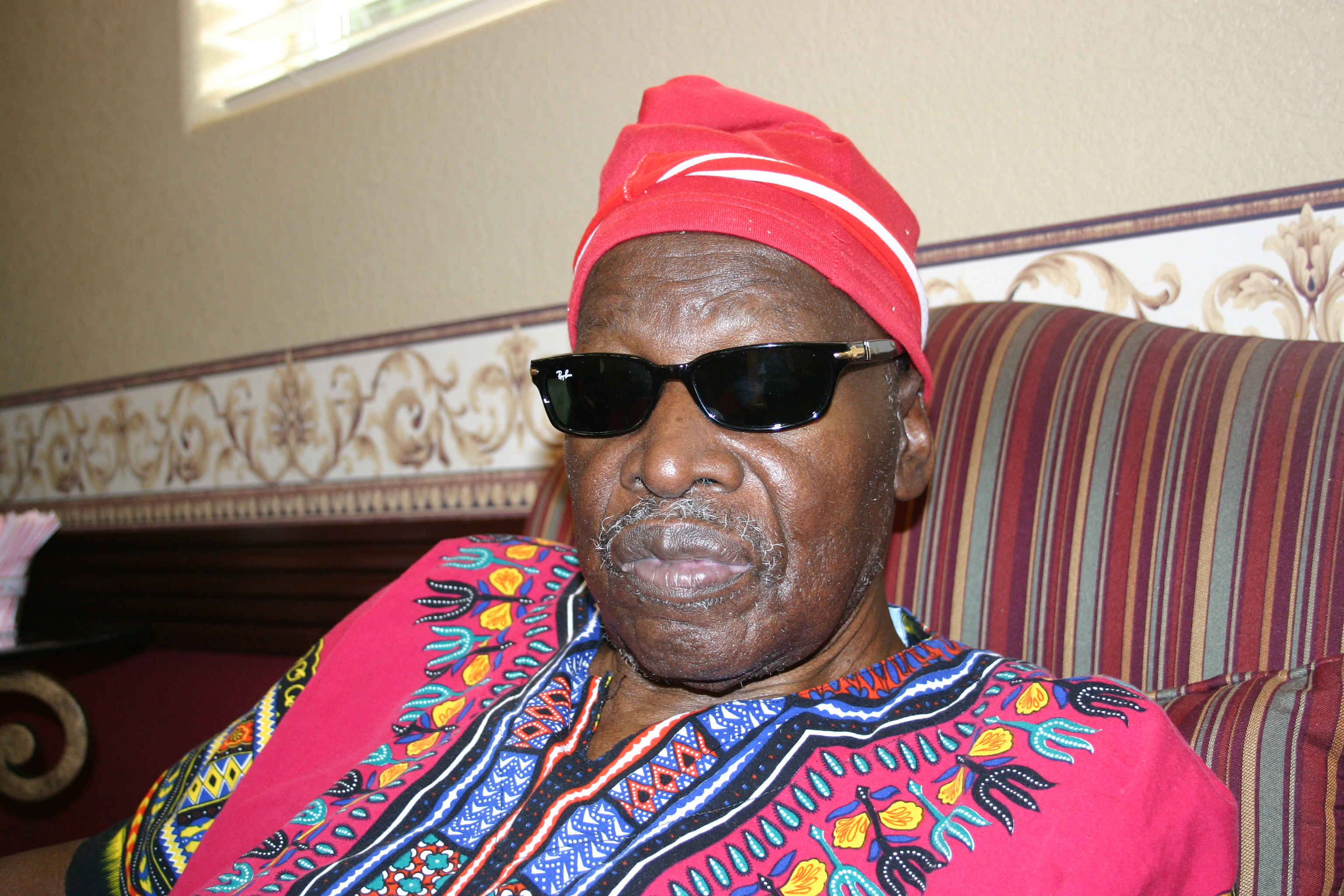
Rudy Ray Moore en 2007.

Rudolph Frank Moore, dit Rudy Ray Moore, né le 17 mars 1927 à Fort Smith et mort le 19 octobre 2008 à Akron est un humoriste, musicien, chanteur, acteur et producteur de cinéma américain.
Il est surtout connu pour son film de blaxploitation Dolemite (1975) réalisé par D'Urville Martin. 

## Biographie
Moore est né et a grandi à Fort Smith, dans l'Arkansas, avant de déménager à Akron, dans l'Ohio, puis à Milwaukee, dans le Wisconsin. À Milwaukee, il a prêché dans des églises et a travaillé comme danseur de discothèque. Il revint à Akron, travaillant dans des clubs en tant que chanteur, danseur et comédien, apparaissant souvent dans le personnage de Prince DuMarr. Il a rejoint l'armée américaine et a servi dans une unité de divertissement en Allemagne, où il a été surnommé le Harlem Hillbilly pour avoir chanté des chansons country dans un style R & B. Il a développé un intérêt pour la comédie dans l'armée après avoir développé une performance de chant pour d'autres militaires.
Après son départ honorable, il a vécu à Seattle, à Washington, puis à Los Angeles, où il a continué à travailler dans des clubs et a été découvert par le producteur de disques Dootsie Williams. Il a enregistré des chansons rythmiques et blues pour les labels fédéraux Federal, Cash, Ball, Kent et Imperial entre 1955 et 1962, et a sorti ses premiers albums humoristiques, Below the Belt (1959), The Beatnik Scene (1962) et A Comedian Is Born (1964).
D’après ses propres dires, il travaillait en 1970 au magasin de disques Dolphin's Of Hollywood, de renommée mondiale, à Los Angeles, en Californie, quand il a commencé à entendre des histoires obscènes de « Dolemite » racontées par un homme du pays, Rico. Moore a commencé à enregistrer les histoires et a assumé le rôle de « Dolemite » dans son numéro de club et ses enregistrements.
En 1970-1971, il enregistre trois albums: Eat Out More Often, This Pussy Is Mine et The Dirty Dozens, où avec des musiciens de jazz et de R&B jouant à l'arrière-plan, [Moore] récitait en rimes des histoires salaces, sexuellement explicites souvent sur des souteneurs, des prostituées, des joueurs, et des arnaqueurs. Moore a été influencé par des comédiens plus traditionnels tels que Redd Foxx et Richard Pryor, ainsi que par des traditions telles que les Dozens.
Les enregistrements ont généralement été réalisés dans la propre maison de Moore, en présence d'amis pour donner une atmosphère de fête. Les pochettes et le contenu de l'album étaient souvent trop vulgaires pour être exposés dans les magasins de disques, mais les disques sont devenus populaires par le bouche à oreille et ont rencontré un franc succès dans les communautés noires américaines désavantagées. Moore a utilisé l'essentiel de ses revenus tirés des disques pour financer le film Dolemite, sorti en 1975 et qualifié de « l'un des grands films de blaxploitation » des années 1970. Le personnage était "« le héros ultime du ghetto : un méchant mec, profane, doué pour le kung-fu, habillé pour tuer et inflexible pour protéger la communauté des menaces pervers. Il était un souteneur avec une clique de prostituées qui combattaient le kung-fu et il était connu pour ses prouesses sexuelles ».
Le film a été un succès et a été suivi par The Human Tornado, The Monkey Hustle et Petey Wheatstraw : le gendre du diable. Moore continua de sortir des albums qui plaisaient à ses fans pendant les années 1970 et 1980, mais peu de ses œuvres rejoignirent le public blanc traditionnel. Cependant, son style très grossier le tient à l'écart de la télévision et des grands films.
En même temps, Moore parlait souvent dans son église et emmenait régulièrement sa mère à la Convention baptiste nationale. Il a déclaré : "« Je ne disais pas des mots sales, mais juste pour les dire ... C’était une forme d'art, des esquisses dans lesquelles j’ai développé des personnages de ghetto maudits. Je ne veux pas être considéré comme un vieil homme sale, plutôt comme un expressionniste du ghetto ».
Il a fini par être considéré comme une influence majeure par de nombreuses stars du rap. Snoop Dogg a déclaré: « Sans Rudy Ray Moore, il n'y aurait pas de Snoop Dogg, et c'est pour de vrai ». Moore est apparu sur l'album Taste of Chocolate de Big Daddy Kane en 1990 et Back at Your Ass for the Nine en 1990. Dans un épisode de Martin[Quoi ?] intitulé The Players Came Home, il apparaît lui-même dans le personnage Dolemite. Il a également repris son personnage Dolemite dans une apparition de No Limit Top Dogg, album de 1999, de Snoop Dogg, et de When Disaster Strikes ... et Genesis de Busta Rhymes.
En 2000, Moore a joué dans Big Money Hustlas, un film créé et interprété par le groupe de hip-hop Insane Clown Posse, dans lequel il a joué Dolemite pour la première fois en plus de 20 ans. En 2006, la voix de Moore a joué dans l'émission Sons of Butcher, dans le rôle de Rudy dans la saison 2. En 2008, il a repris le personnage de Petey Wheatstraw sur la chanson I Live for the Funk, dans laquelle figuraient Blowfly et Daniel Jordan. C'est la première fois que Blowfly et Moore collaborent ensemble sur le même disque, ainsi que les 30 ans du film Petey Wheatstraw (en) ; c'était aussi le dernier enregistrement de Moore avant sa mort.
Le 19 octobre 2008, Moore est décédé à Akron, en Ohio, de complications liées au diabète. Il n'a jamais été marié. Sa mère, ses deux frères et une sœur, sa fille et ses petits-enfants lui ont survécu.

## Héritages
Dans le film Dolemite Is My Name, réalisé par Craig Brewer et sorti en 2019, c'est Eddie Murphy qui interprète Rudy Ray Moore.